# Natalia Chatzigiannidou
Natalia Chatzigiannidou (19 de junho de 1979) é uma ex-futebolista grega que atuava como meia.

## Carreira
Natalia Chatzigiannidou representou a Seleção Grega de Futebol Feminino, nas Olimpíadas de 2004. 